# رد هت انترپرایز لینوکس
ردهت انترپرایز لینوکس (به انگلیسی: Red Hat Enterprise Linux) یک توزیع لینوکس تجاری است که بدست شرکت ردهت پشتیبانی و توسعه داده می‌شود.

## صفحات مرتبط
- فدورا
- ردهت لینوکس